# Skenella spadix
Skenella spadix är en snäckart som först beskrevs av Winston F. Ponder 1965.  Skenella spadix ingår i släktet Skenella och familjen Cingulopsidae. Inga underarter finns listade i Catalogue of Life.